# Carolyn D. Wright
Carolyn D. Wright detta C.D. Wright (Mountain Home, 6 gennaio 1949 – Barrington, 12 gennaio 2016) è stata una poetessa statunitense, che Stephen Burt ha descritto come una "poetessa ellittica".
Ha vinto diversi premi: la Guggenheim Fellowship, il Griffin Poetry Prize e il National Book Critics Circle Award.
Nata nell'Arkansas, ha studiato a Memphis, poi, avendo richiamato l'attenzione per le sue capacità letterarie, si è trasferita a San Francisco ed ancora a Providence (Rhode Island) per insegnare alla Brown.